# Pommers voetbalkampioenschap 1929/30
In 1929/30 werd het twaalfde Pommers voetbalkampioenschap gespeeld, dat georganiseerd werd door de Baltische voetbalbond.
De clubs uit Stolp verkasten naar de Grensmarkse competitie. Titania Stettin werd kampioen en VfB Stettin vicekampioen. Zij plaatsten zich voor de Baltische eindronde. VfB werd derde en Titania werd vicekampioen. Hierdoor plaatste de club zich ook voor de eindronde om de Duitse landstitel. Hier verloor de club van SpVgg Sülz 07.

## Reguliere competitie
De competitie van Stolp werd overgeheveld naar de Grensmarkse competitie. 

### Bezirksliga Köslin
| Plaats | Club                     | Wed. | W | G | V | Saldo | Ptn. |
| ------ | ------------------------ | ---- | - | - | - | ----- | ---- |
| 1.     | SV Preußen Köslin        | 8    | 6 | 1 | 1 | 27:16 | 13   |
| 2.     | MSV Hubertus Kolberg     | 8    | 6 | 0 | 2 | 34:12 | 12   |
| 3.     | SV 1910 Kolberg          | 8    | 3 | 1 | 4 | 22:24 | 7    |
| 4.     | SV Viktoria 1921 Kolberg | 8    | 3 | 0 | 5 | 19:33 | 6    |
| 5.     | Kösliner SV Phönix       | 8    | 1 | 0 | 7 | 8:25  | 2    |

|  | Geplaatst voor de eindronde |
|  | Play-off voor het behoud    |

Play-off
| Team #1            | Tot.  | Team #2        | 1ste wed | 2de wed |
| ------------------ | ----- | -------------- | -------- | ------- |
| Kösliner SV Phönix | 3 - 8 | SV Schivelbein | 1 - 6    | 2 - 2   |

### Bezirksliga Stettin

#### Groep A
| Plaats | Club                      | Wed. | W | G | V | Saldo | Ptn. |
| ------ | ------------------------- | ---- | - | - | - | ----- | ---- |
| 1.     | VfB 1908 Stettin          | 8    | 6 | 1 | 1 | 21:8  | 13   |
| 2.     | SC Viktoria 1911 Stargard | 8    | 6 | 0 | 2 | 16:8  | 12   |
| 3.     | SC Preußen 1901 Stettin   | 8    | 5 | 0 | 3 | 16:11 | 10   |
| 4.     | FC Blücher 1904 Stettin   | 8    | 1 | 1 | 6 | 9:24  | 3    |
| 5.     | MSV Greif Stettin         | 8    | 1 | 0 | 7 | 8:19  | 2    |

|  | Geplaatst voor eindronde Stettin en Pommerse eindronde |

#### Groep B
| Plaats | Club                      | Wed. | W | G | V | Saldo | Ptn. |
| ------ | ------------------------- | ---- | - | - | - | ----- | ---- |
| 1.     | Stettiner FC Titania 1902 | 8    | 6 | 1 | 1 | 36:7  | 13   |
| 2.     | SC Comet 1912 Stettin     | 8    | 6 | 1 | 1 | 30:12 | 13   |
| 3.     | Stettiner SC 1908         | 8    | 4 | 0 | 4 | 20:21 | 8    |
| 4.     | SK Stettiner Rasenfreunde | 8    | 2 | 0 | 6 | 8:32  | 4    |
| 5.     | Stargarder SC 1910        | 8    | 1 | 0 | 7 | 14:36 | 2    |

|  | Geplaatst voor eindronde Stettin en Pommerse eindronde |

Titel groep B
| Team #1                   | Tot.   | Team #2               |
| ------------------------- | ------ | --------------------- |
| Stettiner FC Titania 1902 | 10 - 2 | SC Comet 1912 Stettin |

#### Eindronde Stettin
Alle vier de clubs plaatsten zich voor de Pommerse eindronde. 
| Plaats | Club                      | Wed. | W | G | V | Saldo | Ptn. |
| ------ | ------------------------- | ---- | - | - | - | ----- | ---- |
| 1.     | Stettiner FC Titania 1902 | 6    | 5 | 1 | 1 | 36:4  | 11   |
| 2.     | VfB 1908 Stettin          | 6    | 4 | 1 | 1 | 11:9  | 9    |
| 3.     | SC Comet 1912 Stettin     | 6    | 2 | 0 | 4 | 19:23 | 4    |
| 4.     | SC Viktoria 1911 Stargard | 6    | 0 | 0 | 6 | 0:30  | 0    |

|  | Kampioen |

### Bezirksliga Schneidemühl
| Plaats | Club                           | Wed. | W  | G | V  | Saldo | Ptn. |
| ------ | ------------------------------ | ---- | -- | - | -- | ----- | ---- |
| 1.     | SV Graf Schwerin Deutsch Krone | 14   | 11 | 2 | 1  | 42:16 | 24   |
| 2.     | SV Viktoria 1916 Schneidemühl  | 14   | 10 | 3 | 1  | 53:17 | 23   |
| 3.     | FC Germania 1915 Schneidemühl  | 14   | 7  | 0 | 7  | 28:41 | 14   |
| 4.     | SC Germania Neustettin         | 14   | 5  | 3 | 6  | 40:28 | 13   |
| 5.     | SC Erika 1915 Schneidemühl     | 14   | 5  | 2 | 7  | 25:29 | 12   |
| 6.     | PSV Schneidemühl               | 14   | 5  | 1 | 8  | 21:47 | 11   |
| 7.     | SV Deutsch Krone               | 14   | 3  | 3 | 8  | 15:26 | 9    |
| 8.     | SV Hertha Schneidemühl         | 14   | 3  | 0 | 11 | 18:38 | 6    |

|  | Geplaatst voor de eindronde |

### Bezirksliga Gollnow
Onderstaand is de laatst bekende rangschikking, aangezien Treptow en Mackensen Greifenberg een play-off speelden voor de eindronde zijn de clubs wellicht op gelijke hoogte geëindigd. 
| Plaats | Club                       | Wed. | W | G | V | Saldo | Ptn. |
| ------ | -------------------------- | ---- | - | - | - | ----- | ---- |
| 1.     | PSV Treptow                | 10   | 8 | 1 | 1 | 28:12 | 17   |
| 2.     | Naugarder SC 1910          | 10   | 8 | 0 | 2 | 39:19 | 16   |
| 3.     | SV Mackensen Greifenberg   | 11   | 7 | 1 | 3 | 37:25 | 15   |
| 4.     | SC Blücher 1911 Gollnow    | 12   | 5 | 0 | 7 | 20:16 | 10   |
| 5.     | SC Preußen 1909 Gollnow    | 13   | 4 | 2 | 7 | 28:31 | 10   |
| 6.     | SC Regenwalde 1920         | 10   | 5 | 0 | 5 | 13:18 | 10   |
| 7.     | SC Blücher 1911 Gollnow II | 12   | 4 | 0 | 8 | 12:10 | 8    |
| 8.     | SC Daber 1925              | 12   | 3 | 0 | 9 | 9:39  | 6    |
| 9.     | SC Treptow 1921            | 8    | 0 | 0 | 8 | 4:20  | 0    |

|  | Play-off voor de eindronde |

Play-off op 27 november 1929
| Team #1     | Tot.  | Team #2                  |
| ----------- | ----- | ------------------------ |
| PSV Treptow | 3 - 2 | SV Mackensen Greifenberg |

### Bezirksliga Vorpommern-Rügen
| Plaats | Club                        | Wed. | W | G | V | Saldo | Ptn. |
| ------ | --------------------------- | ---- | - | - | - | ----- | ---- |
| 1.     | Greifswalder SC             | 12   | 8 | 2 | 2 | 27:17 | 18   |
| 2.     | SV Stralsunder 1907         | 10   | 7 | 3 | 0 | 32:11 | 17   |
| 3.     | SC Preußen Greifswald       | 9    | 4 | 1 | 4 | 16:21 | 9    |
| 4.     | Saßnitzer SC 1926           | 8    | 2 | 1 | 5 | 20:18 | 5    |
| 5.     | SV Viktoria 1924 Stralsund  | 8    | 2 | 1 | 5 | 13:20 | 5    |
| 6.     | SV Germania 1925 Stralsund  | 6    | 2 | 0 | 4 | 7:15  | 4    |
| 7.     | SC Concordia 1910 Stralsund | 7    | 2 | 0 | 5 | 12:23 | 4    |
| 8.     | VfL Anklam                  | 2    | 0 | 0 | 2 | 0:2   | 0    |

|  | Finale Vorpommern-Rügen  |
|  | Play-off voor het behoud |

Play-off
| Team #1    | Tot.  | Team #2  |
| ---------- | ----- | -------- |
| VfL Anklam | 1 - 6 | VfL Binz |

## Eindronde
Deelnemers
| Club                           | Gekwalificeerd als                |
| ------------------------------ | --------------------------------- |
| SV Graf Schwerin Deutsch Krone | Kampioen Schneidemühl             |
| PSV Treptow                    | Kampioen van Gollnow/Pyritz       |
| SV Preußen Köslin              | Kampioen van Köslin-Kolberg       |
| Stettiner FC Titania           | Kampioen van Stettin-Stargard     |
| VfB 08 Stettin                 | Vicekampioen van Stettin-Stargard |
| SC Comet 1912 Stettin          | Derde plaats Stettin-Stargard     |
| SC Viktoria 1911 Stargard      | Vierde plaats Stettin-Stargard    |
| SV 1907 Stralsund              | Kampioen van Voor-Pommeren        |

Voorronde 1
|                 |                                |       |                      |               |
| 1 december 1929 | SV Graf Schwerin Deutsch Krone | 1 – 3 | Stettiner FC Titania | Deutsch Krone |
| 1 december 1929 |                                |       |                      | Deutsch Krone |

|                 |                   |       |             |           |
| 1 december 1929 | Stralsunder SV 07 | 0 – 5 | VfB Stettin | Stralsund |
| 1 december 1929 |                   |       |             | Stralsund |

|                 |                   |       |                      |        |
| 1 december 1929 | SV Preußen Köslin | 1 – 3 | SC Viktoria Stargard | Köslin |
| 1 december 1929 |                   |       |                      | Köslin |

|                 |             |       |                  |         |
| 1 december 1929 | PSV Treptow | 1 – 2 | SC Comet Stettin | Treptow |
| 1 december 1929 |             |       |                  | Treptow |

Halve Finale
|                 |                      |       |                  |         |
| 8 december 1929 | Stettiner FC Titania | 8 – 2 | SC Comet Stettin | Stettin |
| 8 december 1929 |                      |       |                  | Stettin |

|                 |             |       |                      |         |
| 8 december 1929 | VfB Stettin | 4 – 1 | SC Viktoria Stargard | Stettin |
| 8 december 1929 |             |       |                      | Stettin |

Finale
|                  |             |       |                      |         |
| 15 december 1929 | VfB Stettin | 2 – 3 | Stettiner FC Titania | Stettin |
| 15 december 1929 |             |       |                      | Stettin |

|                  |                      |       |             |         |
| 22 december 1929 | Stettiner FC Titania | 4 – 1 | vfB Stettin | Stettin |
| 22 december 1929 |                      |       |             | Stettin |